# Хапур
Хапур (англ. Hapur, хинди हापुड़) — город на севере Индии, в штате Уттар-Прадеш, административный центр одноимённого округа.

## География
Город находится в западной части Уттар-Прадеша, на высоте 205 метров над уровнем моря.
Хапур расположен на расстоянии приблизительно 365 километров к северо-западу от Лакхнау, административного центра штата и на расстоянии 42 километров к востоку от Нью-Дели, столицы страны.

## Демография
По данным официальной переписи 2011 года численность населения города составляла 262 801 человека, из которых мужчины составляли 53,2 %, женщины — соответственно 46,8 %. Уровень грамотности взрослого населения составлял 64,8 %. Уровень грамотности среди мужчин составлял 70,4 %, среди женщин — 58,4 %. 14 % населения составляли дети до 6 лет.
Динамика численности населения города по годам:
| 1991    | 2001    | 2011    |
| ------- | ------- | ------- |
| 146 262 | 211 987 | 262 801 |

## Транспорт
Сообщение Хапура с другими городами Индии осуществляется посредством железнодорожного и автомобильного транспорта.
Ближайший аэропорт расположен в городе Мератх.

## Известные уроженцы
- Абдул Хак — индийский и пакистанский учёный-филолог.